# 베르누이가

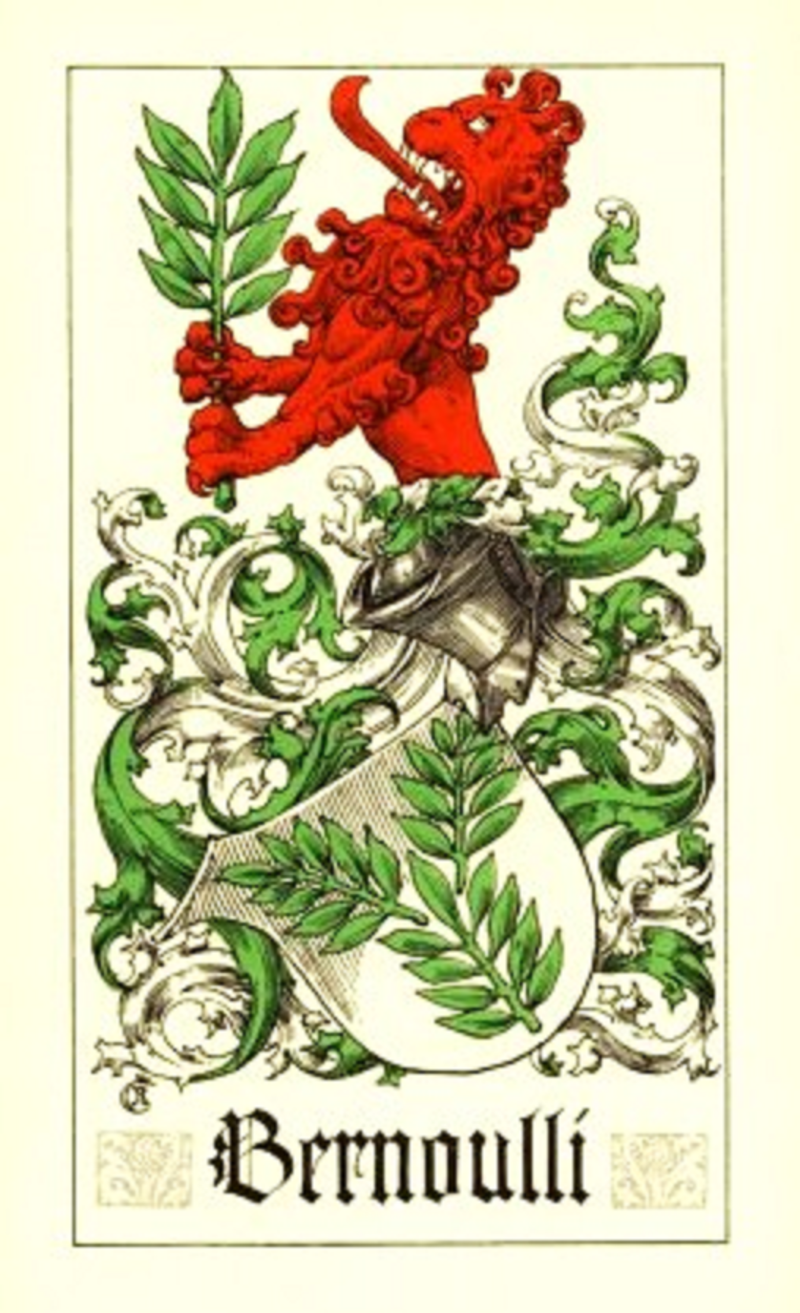
베르누이가 문장

베르누이가(Bernoulli family)는 바젤의 귀족 가문이다. 8명의 수학적 재능을 가진 학자들을 배출한 것으로 유명하며, 그들 중에서, 근대 초기에 수학과 물리학의 발전에 실질적으로 기여한 것으로 유명하다.

## 같이 보기
- 베르누이 미분방정식
- 베르누이 분포
- 베르누이 수
- 베르누이 다항식
- 베르누이 과정
- 베르누이 시행
- 베르누이 방정식
- 베르누이 삼각형